# Alice Walker
Alice Malsenior Walker (n. 9 februarie 1944, Eatonton, Georgia, SUA) este o scriitoare și o activistă politică  americană. Ea devenit cunoscută pe plan intenațional prin romanul ei Culoarea purpurie publicat în anul 1983. Romanul a fost premiat cu American Book Award și Premiul Pulitzer. Iar în anul 1986 el a fost ecranizat de regizorul american Steven Spielberg. Alice Walker alături de scriitorii  Toni Morrison, Alex Haley, Maya Angelou și August Wilson face parte dintre cei mai renumiți scriitori afro-americani.